# رخسار رحمان
رخسار رحمان (انگلیسی: Rukhsar Rehman؛ زادهٔ ۲۹ اکتبر ۱۹۷۵) بازیگر اهل هند است.
از فیلم‌ها یا برنامه‌های تلویزیونی که وی در آن نقش داشته است، می‌توان به پی‌کی، اوری و دی اشاره کرد.